# خوان كاميلو زونيغا

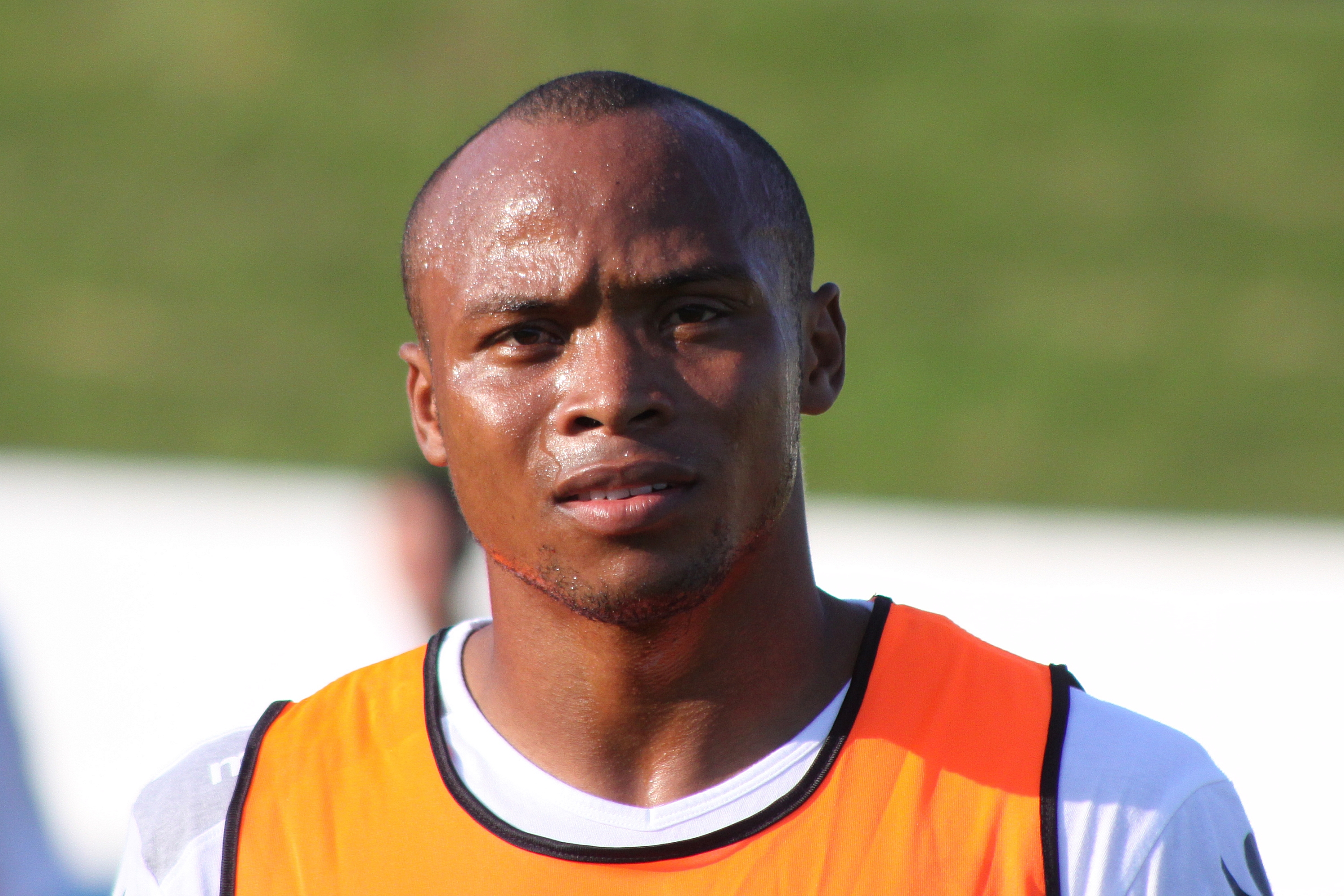
خوان كاميلو زونيغا

خوان كاميلو زونيغا موسكويرا (بالإسبانية: Juan Camilo Zúñiga Mosquera)‏ الشهير باسم خوان كاميلو زونيغا (مواليد 14 ديسمبر 1984 في تشيغورودو - كولومبيا) لاعب كرة قدم كولومبي لعب لصالح نادي الدرجة الأولى نابولي الإيطالي منذ 2009 في مركز الظهير الأيمن .

## مسيرته الكروية
لعب خوان كاميلو زونيغا خلال مسيرته الاحترافية مع 5 أندية في تسعة عشر موسمًا وسجل خلالها 14 هدفًا ضمن 306 مباراة. حيث فاز في ثلاثة مواسم بالكأس وفي موسمين بالدوري.
خاض خوان كاميلو زونيغا مسيرته مع نادي أتلتيكو ناسيونال في موسم 2002 في المرة الأولى ليلعب معه سبعة مواسم ثم ما بين عامي 2018 و2019 لمدة موسم واحد، مشاركًا طوالها في 123 مباراة سجل خلالها 9 أهداف. ثم انتقل إلى نادي سيينا في موسم 2008–09 لمدة موسم واحد، حيث شارك في 28 مباراة ولم يسجل أي هدف. لينتقل بعدها إلى نادي نابولي في موسم 2009–10 في المرة الأولى ليلعب معه سبعة مواسم ثم في موسم 2017–18 لمدة موسم واحد، مشاركًا طوالها في 125 مباراة سجل خلالها 4 أهداف. ثم انتقل إلى نادي بولونيا في موسم 2015–16 لمدة موسم واحد، مشاركًا في 9 مباريات ولم يسجل أي هدف. هذا وانتقل لاحقًا إلى نادي واتفورد في موسم 2016–17 لمدة موسم واحد، مشاركًا في 21 مباراة سجل خلالها هدفًا واحدًا.

## روابط خارجية
- خوان كاميلو زونيغا على موقع الاتحاد الدولي (مؤرشف)  (الإنجليزية)
- خوان كاميلو زونيغا على موقع الاتحاد الأوربي (الإنجليزية)
- خوان كاميلو زونيغا على موقع قاعدة بيانات كرة القدم.إي يو (الإنجليزية)
- خوان كاميلو زونيغا على موقع ليكيب (الفرنسية)
- خوان كاميلو زونيغا على موقع ناشيونال فوتبول تيمز (الإنجليزية)
- خوان كاميلو زونيغا على موقع Soccerbase.com (لاعب) (الإنجليزية)
- خوان كاميلو زونيغا على موقع Soccerway.com (الإنجليزية)
- خوان كاميلو زونيغا على موقع عالم كرة القدم.نت (الإنجليزية)
- خوان كاميلو زونيغا على موقع كووورة
- خوان كاميلو زونيغا على موقع AS.com (الإسبانية)